# روعي
روعي (بالعبرية: רוֹעִ"י) (بالإنجليزية: Ro'i)‏ موشاف استيطاني إسرائيلية، أقيمت عام 1976 في غور الأردن شمال شرق الضفة الغربية على أراضي طوباس وطمون في محافظة طوباس، وتقع إداريًا ضمن اختصاص مجلس غور الأردن الإقليمي. في عام 2018 كان عدد سكانها 169 مستوطنًا.

## الجانب القانوني
يعتبر المجتمع الدولي المستوطنات الإسرائيلية في الضفة الغربية غير قانونية بموجب القانون الدولي، لكن الحكومة الإسرائيلية تعارض ذلك.